# Marcin Miller
Marcin Arkadiusz Miller (ur. 27 maja 1970 w Prostkach) – polski piosenkarz, autor muzyki i tekstów.
Od 1990 lider i wokalista zespołu disco polo Boys, a także artysta solowy.

## Życiorys
Jest dzieckiem Marii i Waldemara Millerów, którzy pracowali w Przedsiębiorstwie Sprzętu i Transportu Wodno-Melioracyjnego w Grajewie. Przedwcześnie zmarłemu ojcu poświęcił utwór pt. „Po prostu Waldi” z 2009.
W dzieciństwie uczęszczał do ogniska muzycznego prowadzonego przez Stanisława Sasinowskiego. Ukończył liceum ekonomiczne przy Zespole Szkół Rolniczych w Ełku oraz Technikum Budowy Fortepianów w Kaliszu. Przez trzy miesiące studiował w Instytucie Energochemii Węgla i Fizykochemii Sorbentów Akademii Górniczo-Hutniczej w Krakowie. Pracował w urzędzie pracy w Ełku, gdzie odpowiadał za rejestrowanie bezrobotnych.

## Kariera zawodowa
Od 1990 jest liderem i wokalistą zespołu Boys, z którym wydał 21 albumów studyjnych i dwie płyty świąteczne. Z zespołem wylansował przeboje: „Jesteś szalona”, „Wolność”, „Łobuz” czy „Chłop z Mazur”.
W 1997 wystąpił gościnnie w filmie Kochaj i rób co chcesz. W 1999 wydał pierwszy solowy album pt. Zakochany facet. W 2004 wystąpił gościnnie w filmie Trzymajmy się planu. W 2008 uczestniczył w telewizyjnym reality show Big Brother VIP. W 2009 był jurorem w jednym z odcinków programu Jak oni śpiewają. Od 2012 jest prowadzącym i jurorem programu Disco Star na Polo TV. W 2014 uczestniczył w drugiej edycji programu rozrywkowego Polsatu Dancing with the Stars. Taniec z gwiazdami.
W 2016 wydał drugą solową płytę pt. Wciąż zakochany, był gościem kulinarnego programu Top Chef i wraz z Konradem Dobrzyńskim założył markę odzieżową MillerTulipan, a premierę miał film dokumentalny Boys – Extraklasa, w którym opisany został życiorys Millera i historia Boys. W 2019 nakładem wydawnictwa Znak ukazała się książka autobiograficzna Millera pt. „Jestem szalony”, którą współtworzył z Katarzyną Szkarpetowską i Łukaszem Smolarskim.

## Życie prywatne
Ma żonę Annę, którą poznał w 1988. Pobrali się 18 sierpnia 1990. Mają dwóch synów, Alana i Adriana oraz wnuka Michała. Mieszka w Ełku.

## Dyskografia
Albumy solowe
- 1999: Zakochany facet
- 2016: Wciąż zakochany

Single
- 2017: „Zakochane oczy” (oraz Defis) – platynowa płyta[14]
- 2017: „Będę przy tobie” (oraz Nastja) – platynowa płyta[15]
- 2023: „Figgo Faggo” (Sir Mich; gośc. Tede, Marcin Miller)[16] – złota płyta[17]